# Stipan Jonjić
Stipan Jonjić (* 14. Juli 1953 in Zvirnjača, Kupres) ist ein kroatischer Mediziner und Hochschullehrer. Er ist Inhaber des Lehrstuhls für Proteomik an der Universität Rijeka und Mitglied  Deutschen Akademie der Naturforscher Leopoldina.

## Leben
Jonjić studierte Medizin an der Universität Rijeka, absolvierte 1982/83 einen Forschungsaufenthalt an der Bundesforschungsanstalt für Viruskrankheiten der Tiere in Tübingen und promovierte 1985 an der Universität Rijeka. Seit 1986 lehrt er dort, seit 1992 als ordentlicher Professor. Seit 1996 leitet er die Abteilung für Histologie und Embryologie; zusätzlich ist er seit 2006 Inhaber des Lehrstuhls am Zentrum für Proteomik an der Medizinischen Fakultät der Universität Rijeka.
Einen Schwerpunkt seiner Forschung bildet die Fragestellung, mit welchen Mechanismen es Viren gelingt, das Immunsystem ihres Wirtes zu unterwandern.
2012 wurde er zum Mitglied der Deutschen Akademie der Naturforscher Leopoldina (Sektion Mikrobiologie und Immunologie) gewählt. 2021 wurde er Mitglied der Academia Europaea.

## Veröffentlichungen
- (mit Ulrich Koszinowski): Microbial Subversion of NK Cell Function, in: Microbial Subversion of Immunity: Current Topics, hrsg. von Peter Lachmann, 2006, S. 17–51.